# Тентексор (озеро, район Беимбета Майлина)
Тентексор (каз. Тентексор) — озеро в районе Беимбета Майлина Костанайской области Казахстана. Находится в 15 км к востоку от посёлка Жамбасколь.
По данным топографической съёмки 1959 года, площадь поверхности озера составляет 14,78 км². Наибольшая длина озера — 8 км, наибольшая ширина — 3,1 км. Длина береговой линии составляет 26,3 км, развитие береговой линии — 1,93. Озеро расположено на высоте 189,8 м над уровнем моря.